# Burg Altdischingen
Die Burg Altdischingen, auch Alt-Dischingen oder Alte Burg genannt, ist eine abgegangene Höhenburg bei dem Stadtteil Weilimdorf der baden-württembergischen Landeshauptstadt Stuttgart. Von der Burg haben sich nur Wall- und Grabenreste erhalten.

## Lage
Der alte Burgstall befindet sich auf 400 m ü. NN im Staatsforstrevier Solitude, am westlichen Rand des Höhenzuges zwischen Tal des Feuerbachs und des Lindenbachs. Nur etwa 400 Meter nördlich der Stelle liegen die geringen Mauerreste der abgegangenen Burg Dischingen.

## Beschreibung
Die ehemalige Burganlage verfügte über eine Burgfläche von etwa 25 mal 40 Metern. Diese wird im Süden von einer Schlucht begrenzt, an der Nord- sowie an der Ostseite durch einen 2,5 bis 3 Meter tiefen Graben. Im Norden und Osten ist diesem Hauptgraben noch ein zusätzlicher Wall mit einem weiteren einen Meter tiefen Graben vorgelegt. Mauerreste haben sich obertägig nicht erhalten.

## Geschichte
Über die Geschichte der Burg haben sich keinerlei Nachrichten erhalten. Auch alte Urkunden, die sich auf die Burg beziehen, sind nicht bekannt. Zur Zeit der Württembergischen Landesvermessung in den 1830er Jahren wurde die völlig in Vergessenheit geratene Anlage wiederentdeckt. In den Jahren 1952 bis 1954 wurde die Burgstelle archäologisch untersucht. Bei den Forschungen konnte ermittelt werden, dass die Burg im 11. Jahrhundert erbaut wurde und ganz oder überwiegend aus Holz bestand und im zweiten Drittel des 12. Jahrhunderts durch eine Feuersbrunst zerstört wurde. Die Burg wurde daraufhin aufgegeben und nicht wiederaufgebaut. Ob der Zerstörung der Anlage Kampfhandlungen vorausgingen, konnte nicht geklärt werden. Als Nachfolgebauwerk gilt die Burg Dischingen.

Bilder
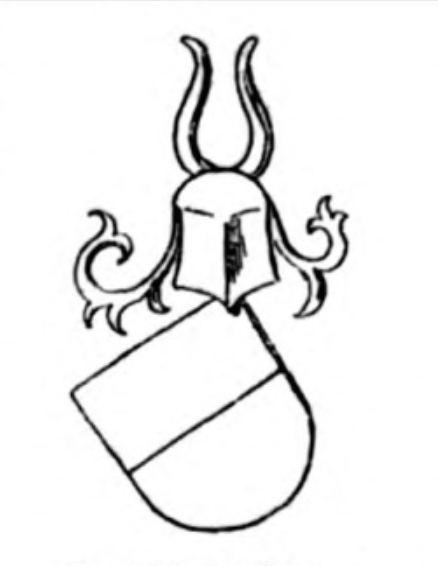
Wappen derer von Dischingen